# Coatlicue

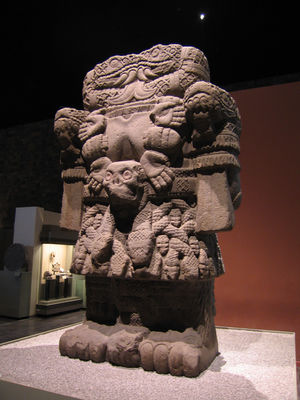
Staty av Coatlicue

Coatlicue var hos aztekerna en modergudinna som förknippades med jorden.
Coatlicue var känd som gudarnas moder: hon blev mor till solen, månen och stjärnorna, och, sedan hon hade svalt en boll med kolibrifjädrar, till krigsguden Huitzilopochtli.